# Necip Gülses
Necip Gülses (* 13. Oktober 1952 in Istanbul) ist ein türkischer Musiker, Komponist und Musikpädagoge.

## Leben
Gülses hatte den ersten Musikunterricht bei seinem Vater Hāfiz Ali Gülses. 1976 trat er in das Staatliche Türkische Musikkonservatorium der Technischen Universität Istanbul ein. Dort studierte er bis 1980 türkische Musik, Musiktheorie und Solfège bei Yavuz Özüstün, Musikpädagogik bei Sadettin Heper und Kani Karaca, Harmonielehre bei Demirhan Altuğ und Tanbur bei İhsan Özgen. Zwischen 1980 und 1982 leistete er seinen Militärdienst als Reserveoffizier in Isparta. Er wurde Assistent von Özgen und 1983 fester Tanburlehrer am Konservatorium. Daneben war er Artist in Residence der Universität Istanbul.
1985 bestand er die Künstlerprüfung der Türkischen Hörfunk- und Fernsehanstalt (TRT). Er wurde Tanburkünstler bei Radio Istanbul (TRT İstanbul Radyosu) und Musikberater des Fernsehprogramms Güldeste. Von 1998 bis 2005 war er Vorstandsmitglied von Radio Istanbul. Zwischen 2000 und 2005 wirkte er als Musikdirektor von İsmail Güngörs Neujahrsprogrammen bei TRT. Als Komponist wurde er mit Liedern wie Bir ses bütün hayâtımı hicrana bağlıyor, Sen vurda tanburun tellerine yar, Ben aşkı ilk defa sende tanıdım und Bir güneş doğuyor karanlıklardan” bekannt, die zum Repertoire der TRT zählen.